# پونت‌شولینگ
پونت‌شولینگ (به لاتین: Phuntsholing) یک منطقهٔ مسکونی در بوتان (کشور) است که در استان چوخا واقع شده‌است.
 پونت‌شولینگ ۱۵٫۶ کیلومتر مربع مساحت و ۲۷٬۶۵۸ نفر جمعیت دارد و ۲۹۳ متر بالاتر از سطح دریا واقع شده‌است.